# Jan Nelson
Jan Nelson SJ, ang. John Nelson (ur. 1534, zm. 3 lutego 1578 w Tyburn) – angielski prezbiter z zakonu jezuitów, męczennik i błogosławiony Kościoła katolickiego, ofiara prześladowań antykatolickich w Anglii okresu reformacji.

## Życiorys
Jan Nelson pochodził ze szlacheckiego rodu; był najstarszym z pięciu braci. Zanim odczuł powołanie do ewangelizacji wykazywał się wiarą i oddaniem Kościołowi katolickiemu. W 1573 roku, podobnie jak dwóch jego braci, wyjechał do Francji, gdzie ukończył studia w Kolegium Angielskim w Douai. Święcenia kapłańskie przyjął w 1576 roku. Po powrocie do ojczyzny podjął w ukryciu misję duszpasterzowania. Aresztowany został 1 lipca następnego roku. Uwięziony został w więzieniu Newgate i oskarżony o „papizm”. Wobec królewskiej komisji odmówił uznania supremacji królowej nad papiestwem (Only supreme head in carth of the Church of England, called Eccelsia Anglicana) co w owym czasie było traktowane jak zdrada stanu. Z odosobnienia wysłał list do władz zakonnych w Paryżu z prośbą o zgodę na wstąpienie do Towarzystwa Jezusowego. Do jezuitów przyjęty został tuż przed egzekucją.
Wyrokiem z 1 lutego 1578 skazany został na śmierć gdy kolejny raz odmówił przeproszenia królowej i zwrócenia się z prośbą o łaskę.
Na miejscu kaźni wezwał zgromadzonych do wspólnego odmówienia modlitw: Ojcze nasz, Zdrowaś Maryjo i Wierzę w Boga. 
Męczeńską śmierć poniósł w Tyburn przez powieszenie i poćwiartowanie, a fragmenty poćwiartowanego ciała wystawione zostały „ku przestrodze” na Tower Bridge i bramach Londynu.
Otoczonego kultem Jana Nelsona beatyfikował papież Leon XIII 29 grudnia 1886 roku.
Wspomnienie liturgiczne błogosławionego Jana Nelsona w Kościele katolickim obchodzone jest w Dies natalis (3 lutego).